# 美国预备役军官训练团
美國預備役軍官訓練團（英語：Reserve Officers' Training Corps），簡稱預官團（ROTC）是以美國的學院和大學為基礎的軍官培訓項目，用於培訓美軍軍官。

## 概述
雖然美國預備役軍官訓練團的畢業生軍官在美國軍隊的所有部門服役，但美國海軍陸戰隊、美國太空軍和美國海岸警衛隊沒有各自的預備役軍官訓練團；相反，海軍預備役軍官訓練團的畢業生可以選擇在滿足海軍陸戰隊的要求的情況下擔任海軍陸戰隊軍官。
2020年，美國預備役軍官訓練團之畢業生佔新任命的現役美國陸軍軍官的70%、新任命的美國海軍陸戰隊軍官的83%、新任命的美國海軍軍官的61%和新任命的美國空軍軍官的63% ，佔當年入伍的國防部所有現役軍官的56%。根據美國預備役軍官訓練團之規定，學生可以獲得有競爭力的、基於成績的獎學金，用以負擔全部或部分大學學費、教科書和實驗室費用。美國預備役軍官訓練團的學生和其他學生一樣上大學，但也通過學院或附近的美國預備役軍官訓練團的單位接受其所選軍種的基本軍事訓練和軍官培訓。學生在學年期間參加定期演習，並在夏季期間參加校外培訓機會。
陸軍預備役軍官訓練團之單位分為旅、營和連。空軍預備役軍官訓練團是由學生組成的分遣隊，分為聯隊、大隊、中隊和小隊。陸軍和空軍預備役軍官訓練團的學生稱為學員。海軍預備軍官訓練團之單位以營的形式組成，還包括“海軍陸戰隊選項”下的NROTC學生，他們最終將授階為海軍陸戰隊軍官。所有海軍預備軍官訓練團的學生均稱為見習官。為陸軍預備役軍官訓練團之學員提供的夏季訓練包括：空降、空中突擊、山地作戰。空軍預備役軍官訓練團的學員在阿拉巴馬州麥司威爾-甘特空軍基地進行強制性野戰訓練(FT)（四年制學員4週；兩年制學員6週）外，還有資格根據在喬治亞州班寧堡接受陸軍之訓練。海軍預備役軍官訓練團的見習官每年夏天都會參加夏季巡航項目，無論是海上還是岸上，類似於美國海軍學院的見習官。